# San Martín (departement)

Regionens läge i Peru

San Martín är ett av 24 departement i Peru och beläget i landets norra del. Huvudort är Moyobamba och den största staden är Tarapoto.
San Martín gränsar i norr till Loreto och Amazonas; i söder till Huánuco; i öster till Loreto; och i väster till La Libertad.

## Geografi
Till största delen sträcker sig departementet över la selva alta (den högt belägna regnskogen), som breder ut sig i den västra delen av Cordillera Azul, en del av Anderna. Den vitala geografiska kärnan i regionen är floden Huallaga, som ger liv åt dalgångarna Tocache, Chontayacu, Huayllabamba, Abiseo, Saposoa, Sisa och el Mayo. I öster ligger dalen Uchiza närmast bergskedjan Anderna.
Klimatet är fuktigt. Den högt belägna regnskogen har en medeltemperatur på 23 °C, med ett maximum på 34 °C och ett minimum på 10 °C. Den lågt belägna regnskogen i Amazonas har en årlig medeltemperatur på 25 °C, med maximum 38 °C och minimum 12 °C. Medeltemperaturen i Tarapoto är 26 °C och i Moyobamba 27 °C.
De viktigaste floderna är: Huallaga och dess tillflöden Mayo, Saposoa och Tocache.
- Bergstoppar: Dos Cruces (a 4.350 m ö.h.) en Mariscal Cáceres; Ventanas (a 4.200 m ö.h.) en Pataz y Tahgarana (1.500 m ö.h.) en Lamas.
- Pongos:[1] Caynarachi (350 m ö.h.) i Lamas; De Aguirre (500 m ö.h.) och Huamanhuasi i San Martín.
- Sjöar: El Sauce (även kallad Laguna Azul (Den blå lagunen)).

## Historia
De imponerande lämningarna av den stora Pajatén hör till Chachapoyakulturen. Man tror att det var en enklav till Inkariket, för erövring av djungeln.
De första europeiska upptäcktsresorna till denna region härrör från tiden för erövringen av Inkariket.
Staden Moyobamba grundades 1539 av Juan Pérez de Guevara, på uppdrag av Alonso de Alvarado och var den första spanska bosättningen i djungeln. Ursprungligen liknade den en militärförläggning vid vilken man organiserade expeditioner för erövring och missionering, nästan alltid med dödlig utgång.

## Transport
- Flygplatser: Tarapoto, Rioja, Uchiza, Juanjui, Tocache, Moyobamba och Saposoa.

## Övrigt
För närvarande är departementet det med största demografiska tillväxten, till och med ibland större än metropolområdet Lima. Den kommersiella rörelsen på flygplatserna och vägarna är ibland större än för Lima.

## Administrativ uppdelning

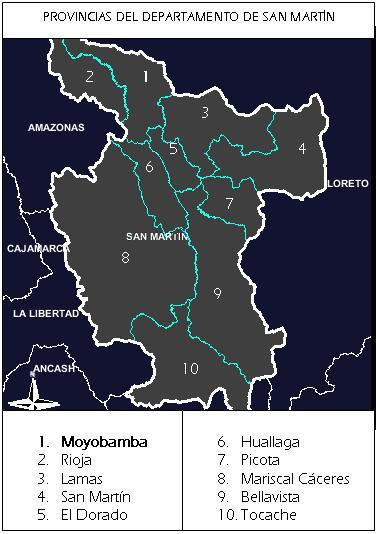
Administrativ indelning av San Martín.

Departementet består av tio provinser (huvudorten inom parentes) som i sin tur är indelade i 78 distrikt:
- Moyobamba (Moyobamba)
- Rioja (Rioja)
- Lamas (Lamas)
- San Martín (Tarapoto)
- Mariscal Cáceres (Juanjuí)
- El Dorado (San José de Sisa)
- Picota (Picota)
- Bellavista (Bellavista)
- Huallaga (Saposoa)
- Tocache (Tocache)

## Fotnoter
1. ↑  När en flod lyckas ta sig igenom en bergskedja bildas vad som i Peru kallas pongo (ord härlett från quechua ”punku”, som betyder "dörr") och betecknar den plats där floden bryter igenom.